# Muntjac de Putao
Espèce
Statut de conservation UICN

 DD  : Données insuffisantes
Le Muntjac de Putao (Muntiacus putaoensis), appelé aussi Muntjac feuille, est une petite espèce de muntjacs.
En 1997, lors d'une étude sur le terrain dans le canton isolé de Naungmung en Birmanie, le biologiste Alan Rabinowitz découvre cette espèce en examinant la petite carcasse d'un cervidé qu'il croyait initialement être le juvénile d'une autre espèce ; cependant, il s'est avéré qu'il s'agissait d'une carcasse d'une femelle adulte. Il a réussi à obtenir des spécimens, à partir desquels l'analyse génétique a révélé une nouvelle espèce de cervidés. Les chasseurs locaux connaissaient l'espèce et l'appelaient « cerf feuille » parce que son corps pouvait être complètement enveloppé par une seule grande feuille. On le trouve en Birmanie et en Inde.

## Systématique
L'espèce Muntiacus putaoensis a été décrite en 1999 par George Amato (d), Mary G. Egan (d) et Alan Rabinowitz.

## Répartition et habitat
Le Muntjac de Putao se trouve uniquement dans les forêts denses de Birmanie, dans la région de la vallée de Hukawng au nord-est du District de Putao, d'où son épithète scientifique, et au sud de la branche Nam Tamai de la rivière Mai Hka. Il se trouve à une altitude de 450 à 600 m - la zone de transition entre les forêts tropicales et tempérées. Son existence en Inde a été signalée pour la première fois dans le district de Lohit dans l'Est de l'Arunachal Pradesh. En 2002, elle aurait également existé dans la réserve de tigres de Namdapha, également dans l'Est de l'Arunachal Pradesh, en Inde. Il a également été observé dans la région de Lohit et Changlang et près de Noklak dans le Nagaland. Il habite probablement un habitat convenable sur toute la jonction des monts Patkai et Kumon Taungdan. En 2008 et 2009, sa présence a été signalée dans plusieurs nouvelles zones de l'Arunachal Pradesh,.

## Description
L'adulte ne mesure que 50 cm au garrot et pèse moins de 11 kg. Son pelage est brun clair. Les mâles ont des bois non ramifiés qui mesurent environ 2,5 cm de haut. En dehors de cela, les cerfs mâles et femelles sont très similaires. Cette espèce est inhabituelle chez les Cervidae car sa progéniture ne présente aucune tache. Elle diffère également des autres muntjacs car le mâle et la femelle ont des défenses canines prononcées. Les cerfs foliaires, préférant errer seuls et vivant dans des habitats de forêts denses dans les montagnes, ont des caractéristiques qui ressemblent à celles des espèces primitives de cervidés.

## Comportement
Les informations sur le comportement du Muntjac de Putao sont limitées, mais les muntjacs similaires sont souvent crépusculaires, d'autres étant à la fois nocturnes et diurnes. De plus, les muntjacs à feuilles sont généralement solitaires,,, sauf pendant la grossesse du muntjac femelle, auquel cas le partenaire d'accouplement mâle sera également présent. Les traces de fruits et de feuilles lors de l'autopsie indiquent que leur alimentation contribue aux pratiques locales de dispersion des graines.

## Conservation et statut
Sur la Liste rouge de l'UICN, cette espèce est classée comme manquant de données, car il y a un manque de certitude quant à sa morphologie, sa distribution, sa taxonomie et son écologie. Il y a eu des preuves d'une chasse persistante par les populations locales et cela suggère que les populations diminuent.

## Publication originale
- (en) George Amato, Mary G. Egan et Alan Rabinowitz, « A new species of muntjac, Muntiacus putaoensis (Artiodactyla: Cervidae) from northern Myanmar », Animal Conservation, Wiley-Blackwell, vol. 2, no 1,‎ février 1999, p. 1-7 (ISSN 1367-9430 et 1469-1795, DOI 10.1111/J.1469-1795.1999.TB00042.X, lire en ligne).